# 底特律慈悲大学

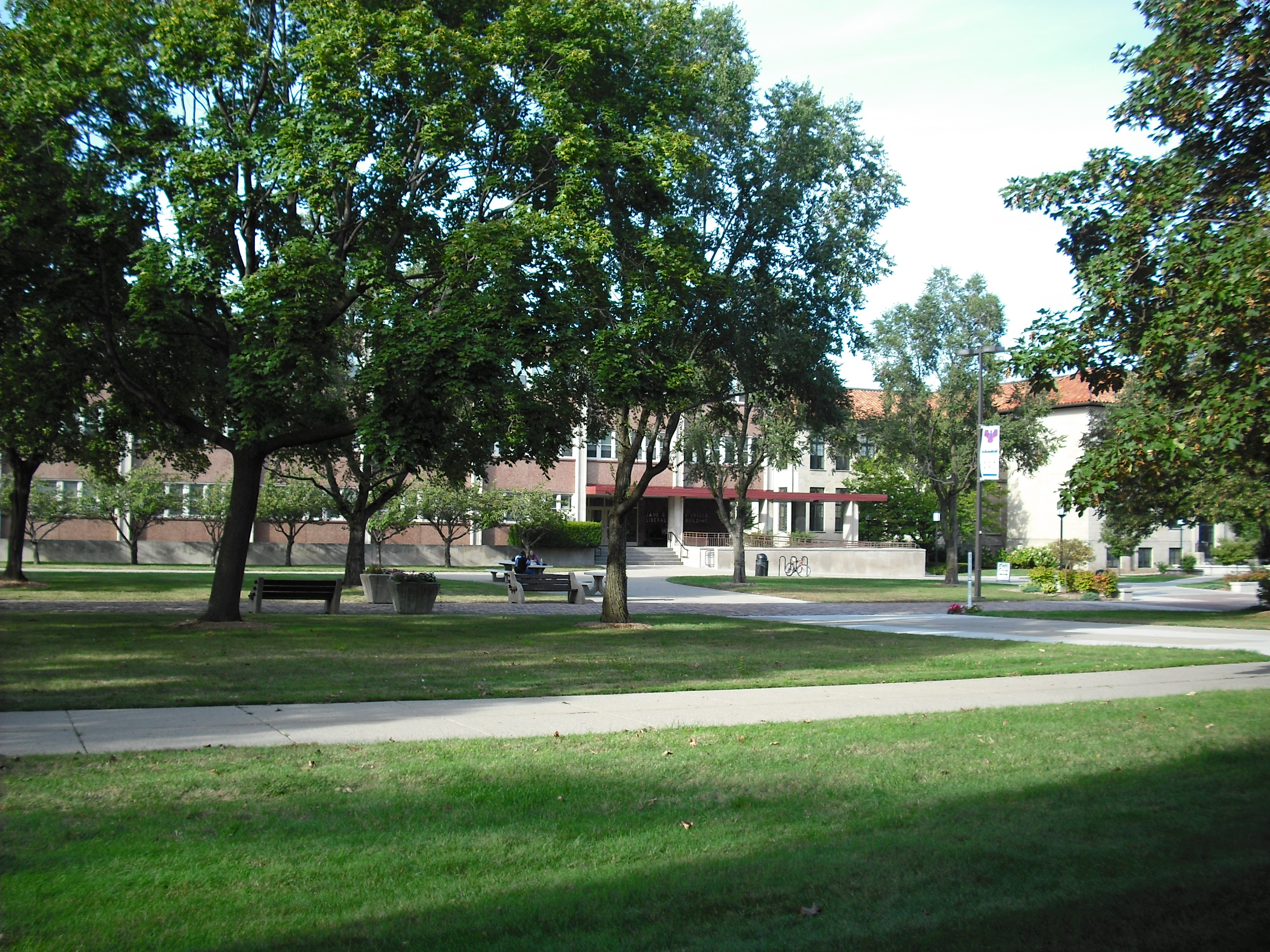
大學校區

底特律慈悲大学（University of Detroit Mercy，縮寫：UDM），或译为底特律梅西大學，是位於美國密歇根州底特律的一所私立天主教大學，隸屬於耶穌會和慈悲修女会。2015年《美國新聞與世界報道》在“中西部地區大學”排名中將其列在第41位。此外，该高校在中国大陆的学术交流中常被称作“底特律大学”。

## 历史
该大学的前身可以追溯到两所高校：成立于1877年的底特律学院（Detroit College）和成立于1941的底特律慈悲学院。其中，底特律学院由天主教耶稣会建立，1911年更名为底特律大学（University of Detroit），底特律慈悲学院由天主教慈悲修女会建立。1990年，在底特律大学校长罗伯特·A·米切尔和底特律慈悲学院校长莫琳·费伊（Maureen Fay）的合作下，主校区相距5英里的两所高校合并，改名为底特律慈悲大学，由莫琳·费伊担任合并后的校长。合并后的高校成为了密歇根州最大的天主教大学。

## 外部連結
- 官方网站
- Official athletics site （页面存档备份，存于）

42°24′51″N 83°08′17″W / 42.41411°N 83.137922°W